# Isidro Fialho
Isidro Fialho é um antigo pugilista português, tendo estado no ativo entre 1958 e 1981. 
Iniciou sua carreira no Mouraria (de Lisboa), de onde passou em 1961 para o Lusitano de Alfama. Mais tarde, representou  o Sport Lisboa e Benfica, onde efectuou diversos combates, entre os quais um em 1965 contra António Diogo, do Futebol Clube de Porto . 
De seguida transitou para o Clube Rio de Janeiro - Bairro Alto, e finalmente terá emigrado para Moçambique , antiga colónia portuguesa, em 1968, onde prosseguiu a sua carreira, tendo efectuado diversos combates como cabeça de cartaz, combates denominados "ìdolos da Metropole" . 
Em Portugal combateu na categoria meio médio, e mais tarde passou para categoria médio. Isidro Fialho, "rápido e duro", retirou-se perto de 1981, na República da África do Sul, onde esteve emigrado. 

## Ligações Externas
- Federação Portuguesa de Boxe